# Gwda

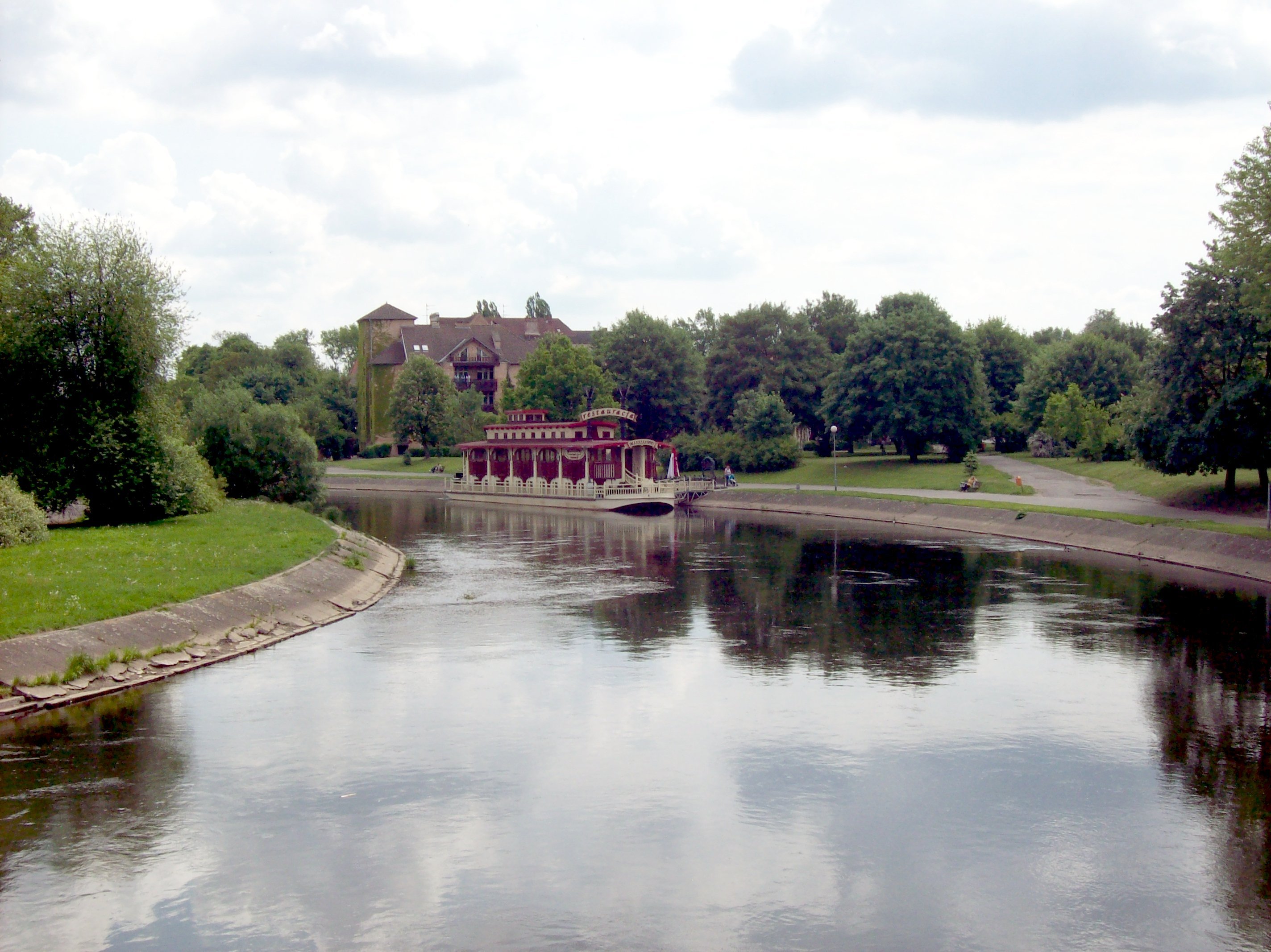
Gwda vid Piła.

Gwda [ˈgvda], tyska: Küddow eller Küdde, är en flod i Västpommerns och Storpolens vojvodskap i Polen. Den är omkring 145 kilometer lång och utgör en biflod till Noteć, som i sin tur är del av Warta och Oders flodsystem.
Floden har sin källa på Pommerska sjöplatån nära Bobolice och rinner därifrån söderut, passerar öster om Szczecinek och flyter genom staden Piła till mynningen i Noteć vid Ujście.